# Агард, Терренс
Терренс Агард (нидерл. Terrence Agard; род. 16 апреля 1990, Виллемстад) − нидерландский легкоатлет, серебряный призёр летних Олимпийских игр 2020 в Токио в мужской эстафете 4х400 метров.

## Биография
Родился 16 апреля 1990 года в городе Виллемстад, Кюрасао, Нидерландские Антильские острова.
Терренс Агард выступал за легкоатлетическую сборную Нидерландских Антильских островов до распада этой страны в 2010 году.
С 2014 года он выступает за сборную Нидерландов.
В сентябре 2015 года он попал в автомобильную аварию, когда ехал с другими спринтерами, Чуранди Мартиной и Хенсли Паулиной, в результате чего у Агарда был сломан шейный позвонок. Он вернулся к соревнованиям в апреле 2016 года.
Выступая за Нидерландские Антильские острова Терренс Агард особых успехов на международных стартах не добился. Лучший результат его был на ежегодных соревнованиях по легкой атлетике, основанных Карибской ассоциацией свободной торговли (КАРИФТА) в 2009 году. Тогда Терренс Агард участвовал в двух эстафетах: 4х100 и 4×400 м. В обоих эстафетах его команда финишировала на пятом месте.
Выступая за Нидерланды Агард на Чемпионате Европы в Амстердам (Нидерланды) в эстафете 4х400 вместе со своими товарищами финишировал на седьмом месте.
В 2019 году на Чемпионате мира по легкоатлетическим эстафетам его команда в беге на 4х400 пришла пятой.

## Олимпиада 2020 в Токио
На летних Олимпийских играх 2020 года в Токио Терренс Агард выиграл серебряную медаль в эстафете 4х400 метров. Вместе с ним этапы бежали Лимарвин Боневасия, Тони ван Дипен и Рэмзи Анджела. Эстафетная команда из Нидерландов в финале уступила первенство команде США и опередила команду Ботсваны.

## Личные рекорды
На открытом воздухе
- 200 метров — 20,78 (-0,2 м / с, Сен-Мартен 2015)
- 400 метров — 45,61 (Ла Шо-де-Фон 2019)

В помещении
- 400 метров — 46,77 (Апелдорн 2015)